# Firuz Schah Tughluq
Firuz Schah Tughluq (* 1309; † 1388 in Delhi) stammte aus der Tughluq-Dynastie und war von 1351 bis 1388 Sultan von Delhi. Sein Vater Sipah Salar Rajab war ein Bruder von Sultan Ghiyas-ud-din, dem Begründer der Dynastie; seine Mutter Bibi Naila, war eine Hindu-Prinzessin und die Tochter des Rajas von Dipalpur.

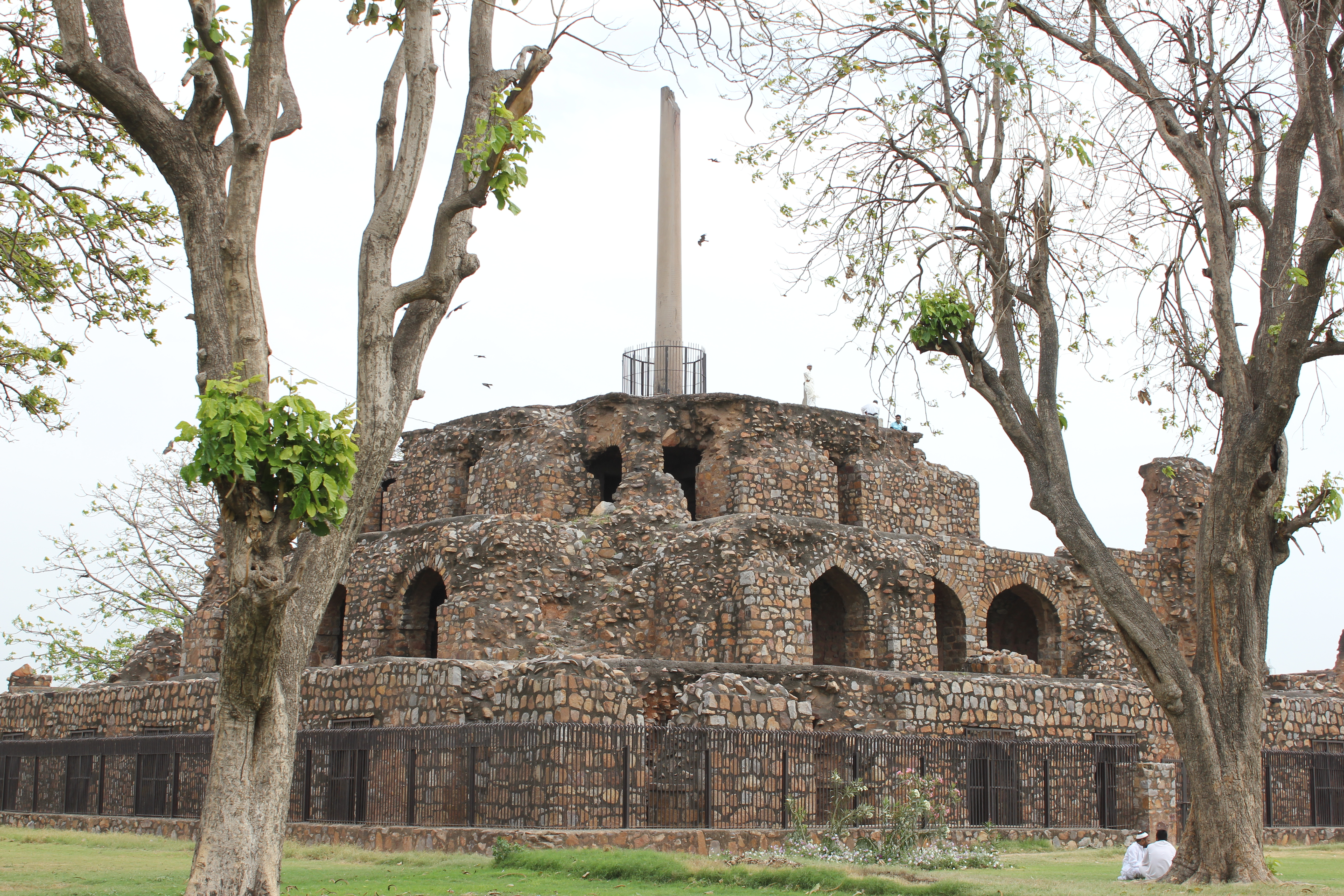
Pyramidales und mehrstufiges Bauwerk in Firuz Shah Kotla mit der Ashoka-Säule

## Biografie

### Jugend
Firuz Schah Tughluq war der einzige Sohn seiner Mutter, er hatte zwei Stiefbrüder: Malik Nabib Barbak und Qutbuddin. Mit sieben Jahren verlor Firuz seinen Vater. Sein Onkel, Ghiyas-us-din, übernahm seine Erziehung. Dadurch entwickelte sich zwischen den beiden eine Vater-Sohn-Beziehung. Als Firuz 12 Jahre alt war, wurde Ghiyas-us-din vom Thron gestürzt. Innerhalb dieser viereinhalb Jahre wurde Firuz durch seinen Onkel in die Regierungsangelegenheiten eingeführt.
Im Alter von 17 Jahren kam Firuz an den Hof seines Vetters, des Sultans Muhammad bin Tughluq in Delhi. Der Sultan führte die Regierungsausbildung seines Vetters fort. Firuz wurde zum Liebling von Muhammad bin Tughluq. Gemäß dem Wunsch des Sultans sollte Firuz nach dessen Tod den Thron übernehmen.
Als der Sultan von Delhi sein Königreich in vier Verwaltungsregionen teilte, gab er seinem Vetter einen davon, damit Firuz eigene Erfahrung sammeln könne. Der junge Herrscher scheint in seiner Region gute Beziehung zum Volk entwickelt zu haben, was ihm half einen guten Überblick über die Regierungsgeschäfte zu erlangen. Allerdings sind keine Primärquellen erhalten, die die Beliebtheit Firuz’ beweisen.

### Herrschaft
Nach dem Tod von Muhammad bin Tughluq und dessen Sohn Mahmud Ibn Muhammad (1351) übernahm Firuz im Alter von 43 Jahren die Herrschaft über das Sultanat von Delhi. Das Recht Firuz' auf den Thron wurde allerdings von der Schwester des Sultans Muhammad, Khudāvandzādah Malik bestritten. Sie und ihr Ehemann Khusrau Malik versuchten, den neugekrönten Sultan zu ermorden. Der Anschlag misslang jedoch dank des Sohns der beiden Verschwörer, Davar Malik, der aufgrund seiner Loyalität zu Firuz die Pläne seiner Eltern verriet und damit das Leben des Herrschers rettete.
Die Amtszeit von Firuz Shah brachte mehrere Reformen mit sich. Damit bezweckte er eine Verbesserung der Wirtschaft in seinem Land. Er war der erste Herrscher, der sich an das Volk wandte und sich bemühte, das Leben der Landbewohner zu erleichtern und deren Vertrauen zu gewinnen. Er schaffte die Landeinnahme ab und stellte die Konfiszierung von Land ein. Der Sultan nutzte seine Beliebtheit unter den führenden Würdenträgern und Juristen am Hof um seine Ideen durchzuführen. Er führte Steuern im Land ein, wie z. B. die Zakat-Religionssteuer, deren Betrag 2½ % von dem Besitz eines jeden Muslims im Land war und in Gold gemessen wurde.
Vielleicht weil seine Mutter eine Hindu-Prinzessin war, blieb er in religiösen Dingen eher tolerant.

## Bauten

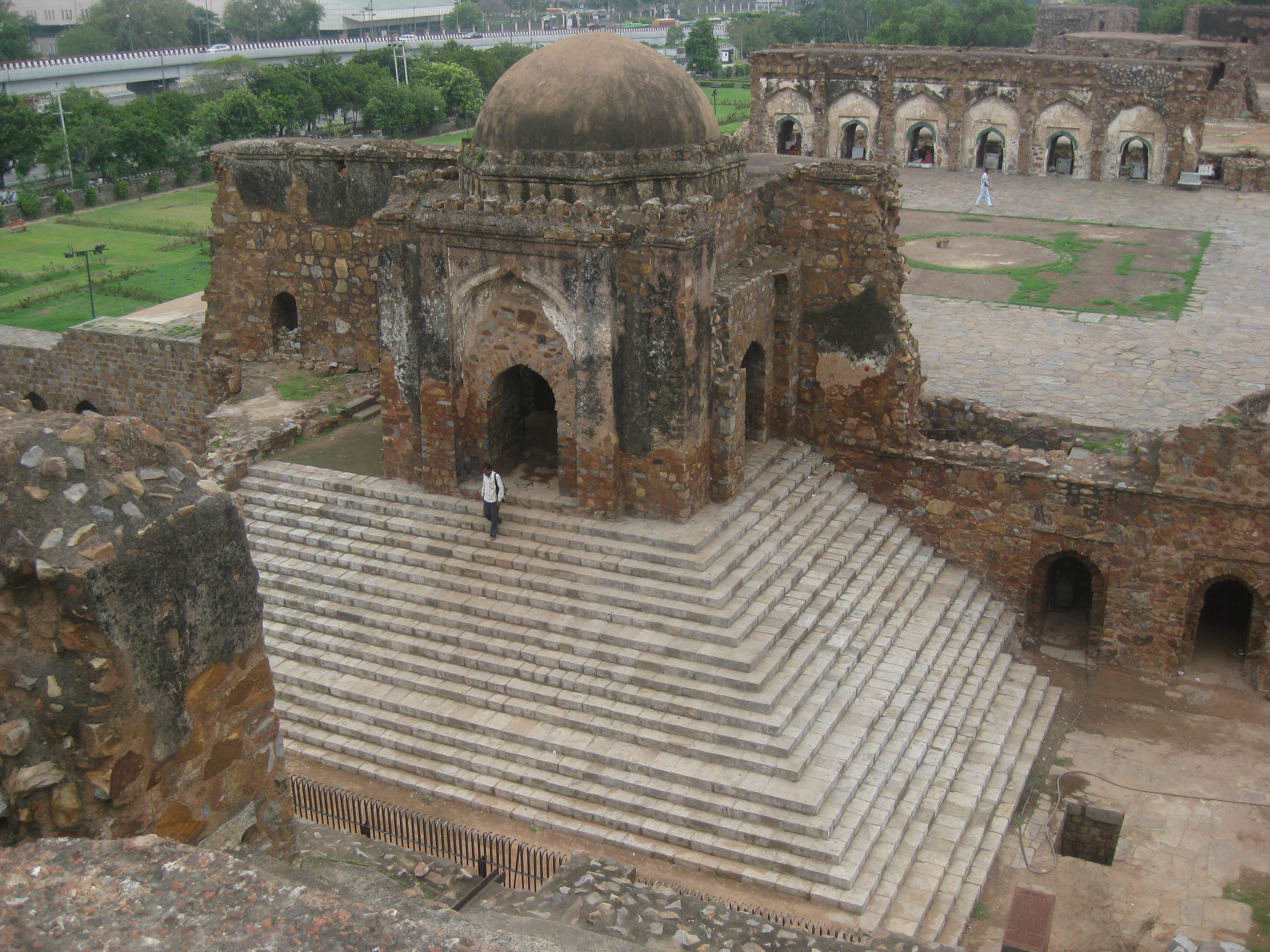
Ruine der Freitagsmoschee von Firozabad (Firuz Shah Kotla)

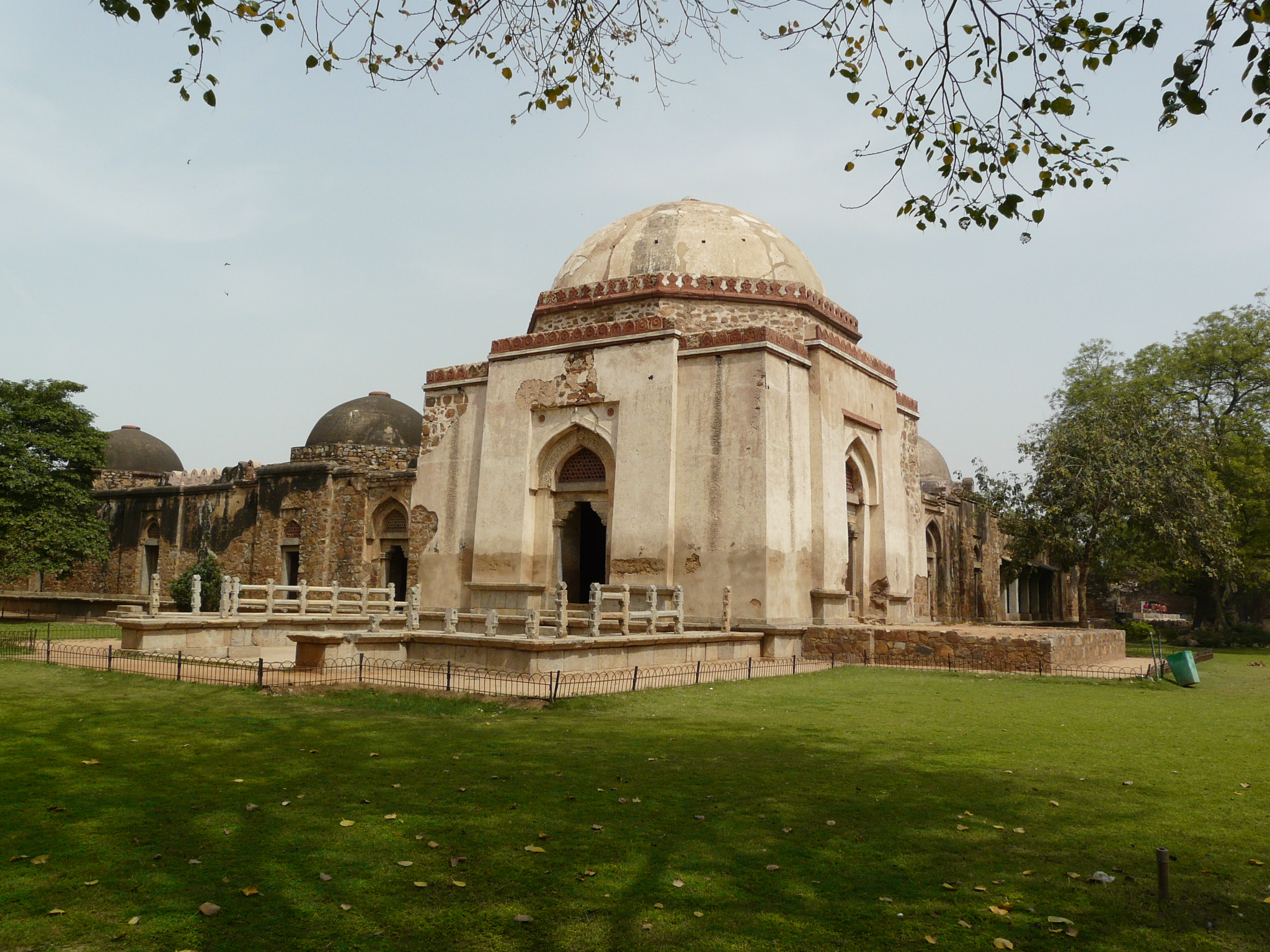
Firuz-Shah-Tughluq-Mausoleum in Delhi

Bereits im Jahr 1354 traf Firuz Shah den Entschluss, die Stadt Firozabad (heute Firuz Shah Kotla) als seine Hauptstadt zu gründen. Die Stadt wurde bekannt für ihre Architektur und befand sich ca. 2 km südlich von  Alt-Delhi.
Während seiner Regierungszeit ließ Firuz Shah in verschiedenen Teilen seines Landes Moscheen erbauen. Diese waren immer nach demselben Schema konstruiert und sahen, bis auf kleine Unterschiede, gleich aus: Alle hatten große Eingänge und hohe Dächer; sie waren Symbole für Kraft und Macht. In einer seiner größten Moscheen in Delhi ließ Firuz Shah eine Säule des Königs Ashoka (reg. 268–232 v. Chr.) stellen, die er bei einer seiner Kriegsexpeditionen im Jahr 1366 im Dorf Topra (heute Topra Kalan, Ambala-Distrikt, Haryana) gefunden hatte. Eine andere ließ er aus Meerut herbeischaffen. Der Sultan wusste allerdings wenig über Ashoka und sowohl der Inhalt als auch die Bedeutung der Inschriften blieben ihm verborgen.
Darüber hinaus wird ihm der Bau von 50 Dämmen, 20 Palästen, 100 Karawansereien, 100 Hospitälern, 100 Bädern etc. nachgesagt – der Western Yamuna Canal geht auf seine Herrschaftszeit zurück. Das Mausoleum Firuz Shah Tughluqs steht im Süden von Delhi. Ob er sich – wie üblich – noch selbst um den Bau gekümmert hat, ist unklar.

## Bedeutung
Obwohl Sultan Firuz Shah ein Freund der Künste war (er dichtete selbst, beschäftigte sich mit Sanskrit, Literatur und Kunst und ließ mehrere Werke der indischen Literatur ins Persische übersetzen), lebte er anscheinend nach dem Motto: „Wenn Du Frieden willst, rüste zum Krieg!“. Die Wissenschaftler sind sich einig, dass er mehrere Kriege während seiner Regierungszeit geführt hat: zwei in Bengalen, einen in Jajnagar (heute Odisha), einen in Nagarkot bei Kangra, zwei in Thatta (Sindh). Der zweite Krieg in Thatta dauerte mehr als 13 Jahre. Firuz Shah war der letzte mächtige Sultan von Delhi aus der Tughluq-Dynastie; seine drei Söhne starben oder wandten sich gegen ihn. Zehn Jahre nach seinem Tod im Alter von fast 80 Jahren endete die Herrschaft der Dynastie.